# 永阳镇 (吉安县)
永阳镇，是中华人民共和国江西省吉安市吉安县下辖的一个乡镇级行政单位。

## 行政区划
永阳镇下辖以下地区：
永阳社区、龙虎村、渡头村、赵家村、高洲村、邓家村、荷浦村、车湖村、江南村、成瓦村、东园村、水浒村、长湖村、院背村、南楼村、下边村、新塘村、涯湖村和蒋坊村。

## 交通
- 吉衡铁路：永阳街站